# امام سیدی
امام سیدی (انگلیسی: L'Imam Seydi؛ زادهٔ ۳۱ اوت ۱۹۸۵) بازیکن فوتبال اهل فرانسه است.
از باشگاه‌هایی که در آن بازی کرده‌است می‌توان به باشگاه فوتبال خزر لنکران، باشگاه ورزشی البحرین، باشگاه فوتبال بیرکیرکارا، باشگاه فوتبال کشله، و باشگاه فوتبال دبرتسنی اشاره کرد.